# Paraldéhyde
Le paraldéhyde (C2H4O)3 est un liquide bouillant à 125 °C obtenu par polymérisation de l'éthanal.
Il se présente sous forme d'un liquide piquant incolore à jaune pâle, assez peu soluble dans l'eau mais très soluble dans l'alcool. Synthétisé pour la première fois par Wildenbusch, il est utilisé aussi bien dans le domaine industriel que médical.
Le paraldéhyde, sous l'action de la température, se décompose à l'air en brunissant et en produisant de l'acétaldéhyde et une odeur d'acide acétique. Il réagit activement avec la plupart des plastiques et caoutchoucs.

## Propriétés
Le paraldéhyde est un trimère qui se présente sous la forme d'un cycle alterné de six atomes de carbone et d'oxygène avec un atome d'hydrogène et un groupe méthyl relié à chaque atome de carbone. Le tétramère (CH3CHO)4 est le métaldéhyde dont la structure est proche du trimère, mais avec un cycle à huit entités.

## Préparation
On le prépare à des fins commerciales par polymérisation de l'acétaldéhyde en présence d'une faible quantité d'acide sulfurique. Il est ensuite neutralisé par du carbonate de calcium puis purifié par distillation fractionnée.

## Utilisations
- solvant pour graisses, huiles, cires, caoutchouc, résines ;
- produit de remplacement de l'acétaldéhyde ;
- produit intermédiaire en chimie organique (accélérateurs de vulcanisation, oxydants pour le caoutchouc, etc.) ;
- médicament (sédatif, somnifère).

## Applications médicales
Le paraldéhyde a été introduit dans la pratique clinique par le médecin italien Vincenzo Cervello en 1882. Il agit comme dépresseur du système nerveux central et anticonvulsant. C'est un somnifère et un sédatif efficace. Il a été prescrit dans la médecine contre la toux comme expectorant. Il a été largement utilisé pour faciliter le sommeil des patients souffrant de delirium tremens bien qu'il ait été remplacé depuis par d'autres composés. Jusque dans les années 60, il a été un des somnifères les plus sûrs, employé pour endormir les patients en hôpital psychiatrique et en gériatrie. Environ 30 % de la dose administrée s'évacue par les poumons et le reste par le foie, ce qui donne une mauvaise odeur à l'haleine.
Aujourd'hui, le paraldéhyde est utilisé d'une manière non systématique dans le traitement de l'épilepsie. Contrairement au diazépam et autres benzodiazépines, il n'altère pas la respiration à des doses thérapeutiques.
Le médicament générique du paraldéhyde est disponible en ampoules de verre scellées sous le nom de Paral aux États-Unis.

## Posologie
On peut prescrire le paraldéhyde de manière orale, rectale, ou par injection intraveineuse ou intramusculaire. Comme il réagit avec le caoutchouc et le plastique, il convient de limiter le temps de contact du liquide avec les seringues avant injection.
- par injection : les injections intramusculaires peuvent être très douloureuses et peuvent conduire à des abcès, à une altération des nerfs ou à une nécrose des tissus. Une injection intraveineuse peut déclencher un œdème pulmonaire, un arrêt circulatoire ou d'autres complications ;
- par ingestion orale : le paraldéhyde laisse dans la bouche une sensation de brûlure qui peut endommager l'estomac. C'est pourquoi on le mélange au préalable, à l'aide d'une cuillère métallique, avec du lait ou du jus de fruit dans une tasse en verre ;
- par application rectale : la préparation consiste à mélanger une partie de paraldéhyde avec neuf parties de solution saline. Une autre posologie possible est un mélange à parts égales d'huile d'arachide ou d'huile d'olive. Ce mélange ne peut être préparé à l'avance, ce qui augmente le temps de préparation.